# Имамназар
Имамназар — пограничный посёлок в Туркменистане,  на границе с Афганистаном, напротив афганской заставы Акина, к югу от туркменского города Керки. Административно относится к Керкинскому этрапу Лебапского велаята.
В 2007 году в Имамназаре был открыт пункт пропуска через государственную границу Имамназар-Акина, один из двух на афганско-туркменской границе (второй — Серхетабад-Торгунди). Пункт официально назван «Сапармурат» в честь Сапармурата Ниязова.
Через Имамназар проходит железная дорога Туркменистан — Афганистан — Таджикистан. Участок Керки-Акина открыт для движения в ноябре 2016 года. 14 января 2021 года в присутствии лидеров Туркмении и Афганистана Гурбангулы Бердымухамедова и Мохаммада Ашрафа Гани открыт для движения участок Акина-Андхой. В Имамназаре находится небольшой нефтяной терминал пропускной мощностью 540 тысяч тонн в год для отгрузки туркменской нефти в Афганистан.